# 加纳 (阿列省)
加纳（法語：Gannat，法語發音：[ɡana]），法国中部城市，奥弗涅-罗讷-阿尔卑斯大区阿列省的一个市镇，隶属于维希区，其市镇面积为36.85平方公里，2022年1月1日时人口数量为5,684人，在法国城市中排名第1,878位。
加纳位于阿列省南部，南侧与多姆山省接壤，昂德洛河畔，是一个区域性的中心城市，A71、A719高速公路及多条干线公路和铁路在此交汇。

## 地名来源

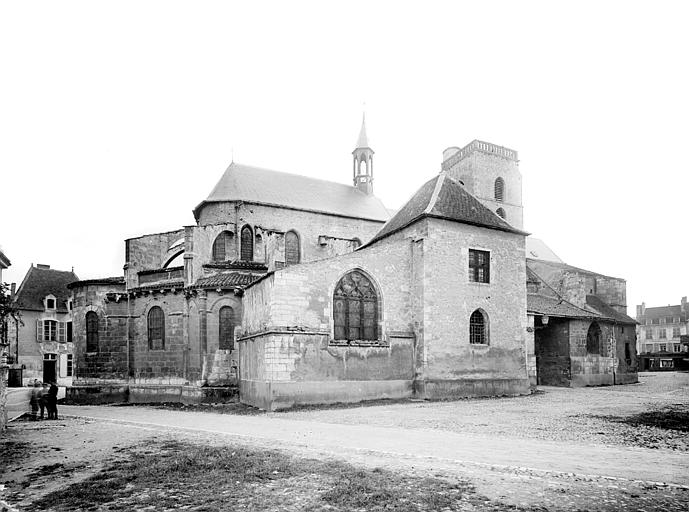
20世纪初的加纳教堂

“加纳”一名的具体来源及含义尚存在争议，部分学者认为该名称可能出自高卢语单词“gan”，意为“沼泽”。
加纳位于克鲁瓦桑语区，其所处区域历史上曾通行波旁方言，“Gannat”对应的奥克语拼写为“Gatnat”。

## 历史

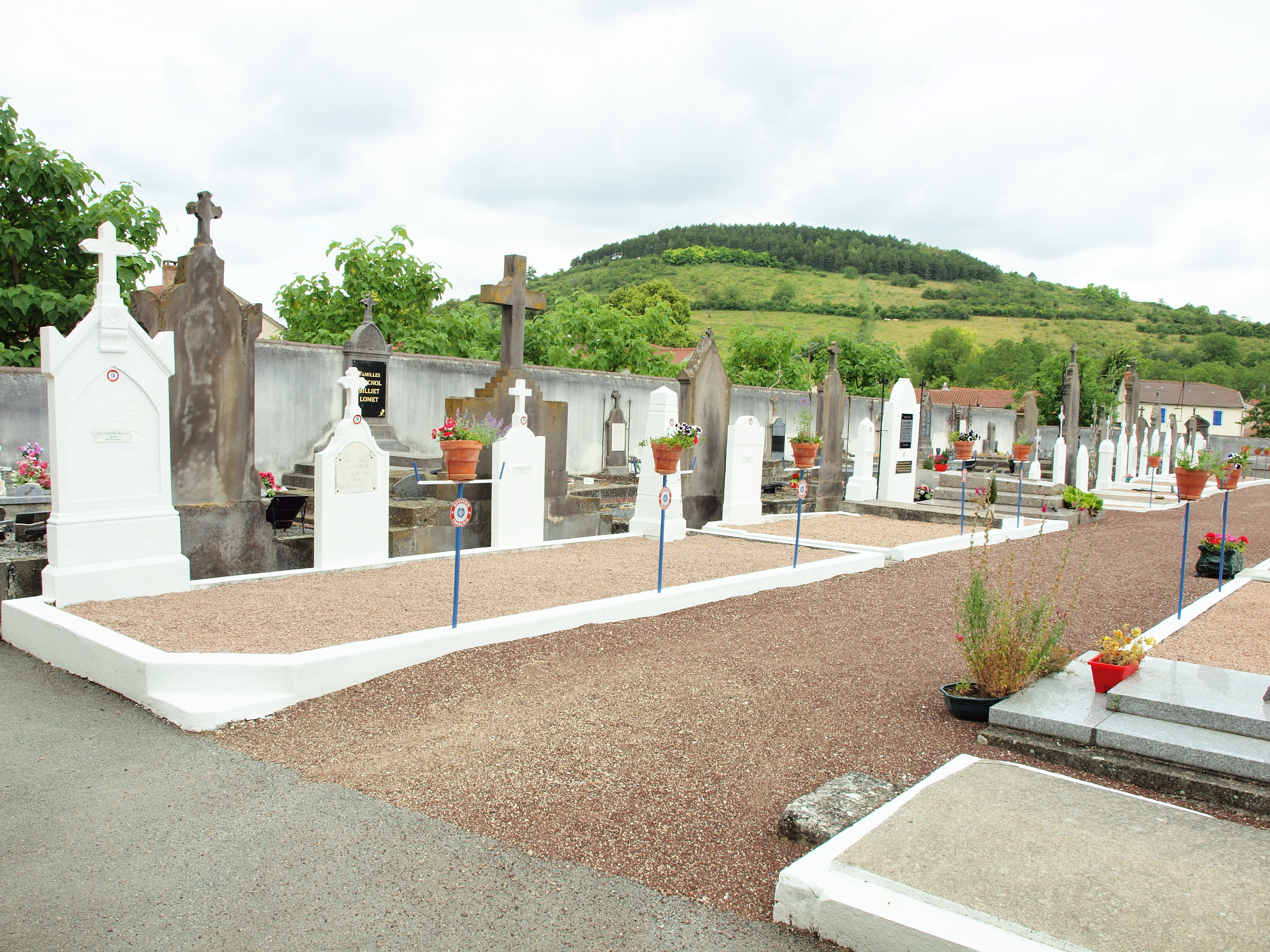
加纳军事公墓

根据古生物学家的推断，加纳所处的利马涅西北部区域在渐新世以前为一处大型沼泽和森林，这一区域曾多次发现古生物化石。而加纳作为城市则始建于中世纪中期，彼时当地出现了一处教堂。1236年，加纳获得市镇宪章。中世纪末期，加纳成为波旁行省的一部分，亨利三世曾设立加纳选区。法国大革命后，加纳成为阿列省的一个市镇，当地的一处城堡则被改建成为了监狱。1794年，佩罗勒（Peyrolles）整体并入加纳。1800年，加纳被设置为阿列省的一个副省会。工业革命期间，途径加纳的圣日耳曼代福塞－尼姆铁路和科芒特里－加纳铁路相继建成通车，加纳成为一个重要的铁路枢纽。1926年，根据庞加莱改革方案，加纳副省会被撤销，原其下属的加纳区被拆分，加纳被划入拉帕利斯区（1941年因驻地搬迁而改为维希区）。第二次世界大战期间，加纳曾被维希法国政权控制，当地曾建有一处童子军校。1967年，原加纳监狱被改建成为博物馆。1974年，加纳开始举办狂欢节，后者成为当地重要的地方性文化项目。

## 地理

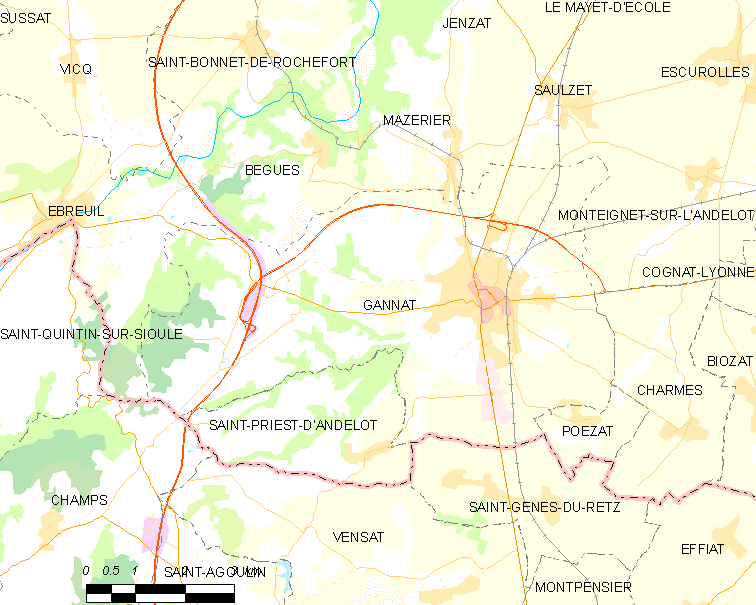
加纳市镇范围地图

加纳位于法国中部，奥弗涅-罗讷-阿尔卑斯大区西北部和阿列省南部，距离省会穆兰大约57公里。与加纳接壤的市镇包括：贝格、马兹里耶、索尔泽、埃布勒伊、圣普列斯特当德洛、昂德洛河畔蒙泰涅、圣热内斯迪雷茨、波埃扎和沙尔姆。

### 地形
加纳位于利马涅平原北端，境内丘陵和平原相间分布，市中心位于一处平原之上，西侧有明显的起伏，全境海拔在312到547米之间。

### 水文
加纳位于卢瓦尔河流域范围内，昂德洛河自西向东流经境内。

### 植被
加纳属于温带阔叶混交林区，市区西侧的集市田野花园（Champ de Foire）是当地主要的城市绿地，林地则散落分布于市镇范围内的多个街区。
在鲜花城市的评比中，加纳被评为2星级鲜花城市。

### 气候
加纳在柯本气候分类法中属于温带海洋性气候。
距离加纳最近的常年气象站位于沙尔姆境内设有气象站，以下为该气象站的数据（其中日照数据取自维希）：
| 沙尔姆 1981年－2019年 | 沙尔姆 1981年－2019年 | 沙尔姆 1981年－2019年 | 沙尔姆 1981年－2019年 | 沙尔姆 1981年－2019年 | 沙尔姆 1981年－2019年 | 沙尔姆 1981年－2019年 | 沙尔姆 1981年－2019年 | 沙尔姆 1981年－2019年 | 沙尔姆 1981年－2019年 | 沙尔姆 1981年－2019年 | 沙尔姆 1981年－2019年 | 沙尔姆 1981年－2019年 | 沙尔姆 1981年－2019年 |
| 月份                  | 1月                   | 2月                   | 3月                   | 4月                   | 5月                   | 6月                   | 7月                   | 8月                   | 9月                   | 10月                  | 11月                  | 12月                  | 全年                  |
| --------------------- | --------------------- | --------------------- | --------------------- | --------------------- | --------------------- | --------------------- | --------------------- | --------------------- | --------------------- | --------------------- | --------------------- | --------------------- | --------------------- |
| 历史最高温 °C（°F）   | 19 (66)               | 20.8 (69.4)           | 24.8 (76.6)           | 29.3 (84.7)           | 32.2 (90.0)           | 37.9 (100.2)          | 39 (102)              | 39.9 (103.8)          | 34.3 (93.7)           | 28.7 (83.7)           | 23.9 (75.0)           | 17.5 (63.5)           | 39.9 (103.8)          |
| 平均高温 °C（°F）     | 6.8 (44.2)            | 8.4 (47.1)            | 12.6 (54.7)           | 15.8 (60.4)           | 19.9 (67.8)           | 24 (75)               | 26.3 (79.3)           | 25.9 (78.6)           | 21.5 (70.7)           | 17.4 (63.3)           | 10.4 (50.7)           | 6.7 (44.1)            | 16.3 (61.3)           |
| 日均气温 °C（°F）     | 3.5 (38.3)            | 4.6 (40.3)            | 7.8 (46.0)            | 10.6 (51.1)           | 14.6 (58.3)           | 18.2 (64.8)           | 20.1 (68.2)           | 20 (68)               | 16.1 (61.0)           | 12.8 (55.0)           | 6.9 (44.4)            | 3.6 (38.5)            | 11.6 (52.9)           |
| 平均低温 °C（°F）     | 0.3 (32.5)            | 0.8 (33.4)            | 2.9 (37.2)            | 5.3 (41.5)            | 9.2 (48.6)            | 12.4 (54.3)           | 14 (57)               | 14.2 (57.6)           | 10.6 (51.1)           | 8.3 (46.9)            | 3.4 (38.1)            | 0.6 (33.1)            | 6.8 (44.2)            |
| 历史最低温 °C（°F）   | −12.1 (10.2)          | −14.3 (6.3)           | −13.7 (7.3)           | −5.6 (21.9)           | −0.1 (31.8)           | 3.6 (38.5)            | 7 (45)                | 4.8 (40.6)            | 1.5 (34.7)            | −6 (21)               | −9.4 (15.1)           | −12.3 (9.9)           | −14.3 (6.3)           |
| 平均降水量 mm（）     | 40.7 (1.60)           | 26.9 (1.06)           | 37.7 (1.48)           | 69.9 (2.75)           | 81.5 (3.21)           | 70.1 (2.76)           | 77.6 (3.06)           | 82.4 (3.24)           | 64.5 (2.54)           | 62.1 (2.44)           | 65 (2.6)              | 45.4 (1.79)           | 723.8 (28.50)         |
| 月均日照時數          | 78.1                  | 94.8                  | 153.7                 | 175.4                 | 203.4                 | 225                   | 248.9                 | 238.3                 | 183.5                 | 128.1                 | 76.7                  | 55.9                  | 1,861.8               |
| 来源：infoclimat.fr   |                       |                       |                       |                       |                       |                       |                       |                       |                       |                       |                       |                       |                       |

## 行政区划
加纳的市镇编号为03118，邮政编号为03800。
在行政管理方面，加纳隶属于法国奥弗涅-罗讷-阿尔卑斯大区阿列省维希区；在地方选举方面，加纳是加纳县的中央投票站所在地，其市镇范围全境被划入阿列省第三选区；在社会管理方面，加纳是圣普尔桑-锡乌勒-利马涅市镇公共社区的组成部分。
截至2023年4月，加纳市镇范围内暂无任何城市敏感街区及城市政策优先街区。
法国国家统计与经济研究所（简称）在进行数据统计时，将加纳市镇单独设为加纳城市核心区（及加纳城市区（Aire urbaine de Gannat）。自2020年起，加纳城市区被包含8个市镇的加纳城市辐射区代替。此外，还将加纳市镇分为了两个“块区”（IRIS），以便于统计人口分布情况。

## 交通

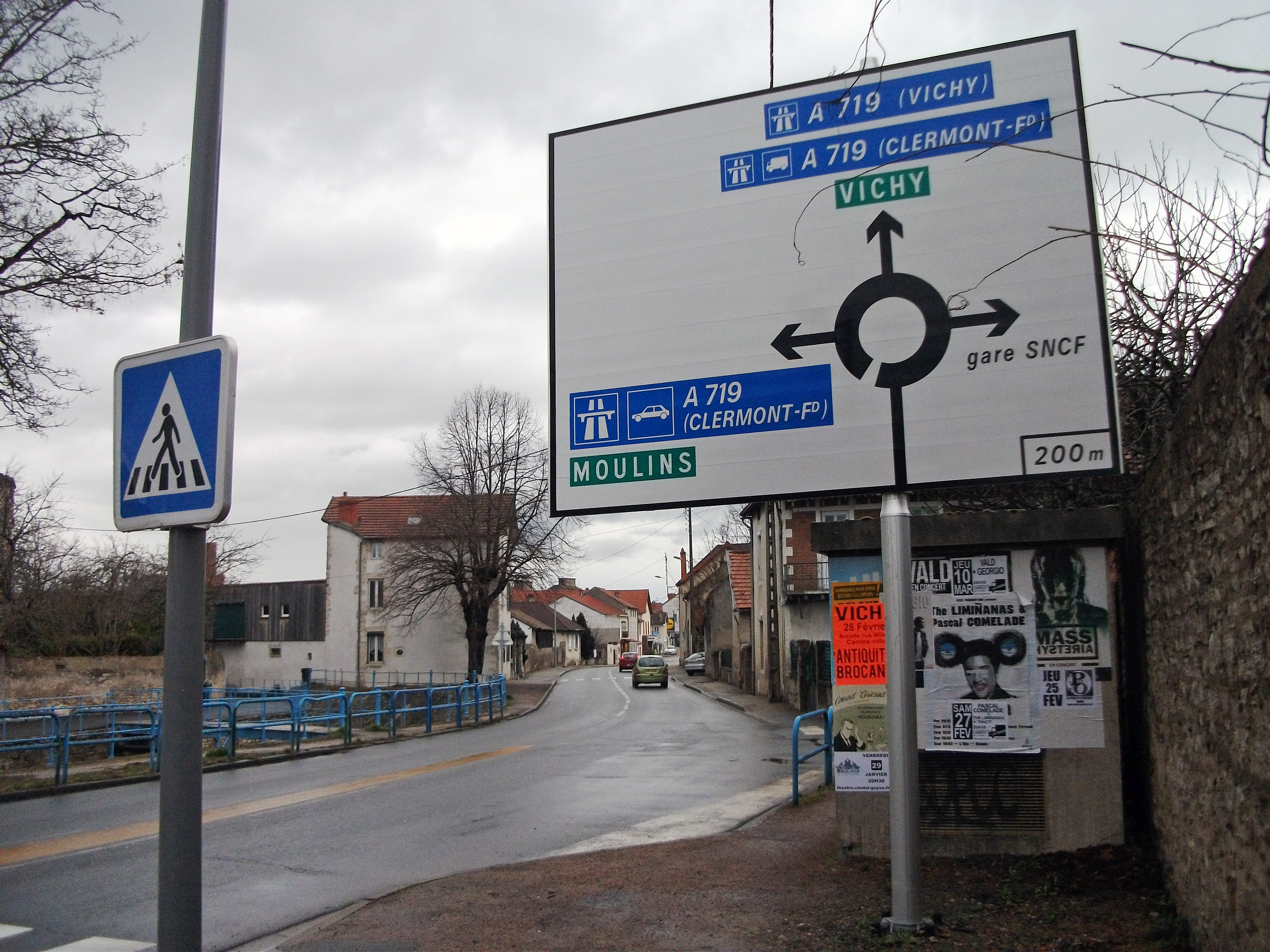
加纳镇中心的一处指路牌

### 公路
阿列省省道D37线、D119线、D127线、D327线、D516线、D574线、D998线和D2009线在加纳境内交汇。奥弗涅-罗讷-阿尔卑斯大区下属的阿列省城际客运提供途径加纳的城际巴士线路，可前往维希、穆兰及锡乌勒河畔圣普尔桑。
2019年，70.8%的加纳家庭拥有至少一辆私人汽车。2019年，加纳境内共发生各类交通事故6起，造成1人遇难，10人受伤，其中6人重伤。
| 12 | 6 |

| 15 | 3 |

| 穆兰 | 56 |

| 锡乌勒河畔圣普尔桑 | 26 |

| 维希 | 20 |

| 里永 | 27 |

| 蒙吕松 | 65 |

| 蒙马罗 | 44 |

### 铁路

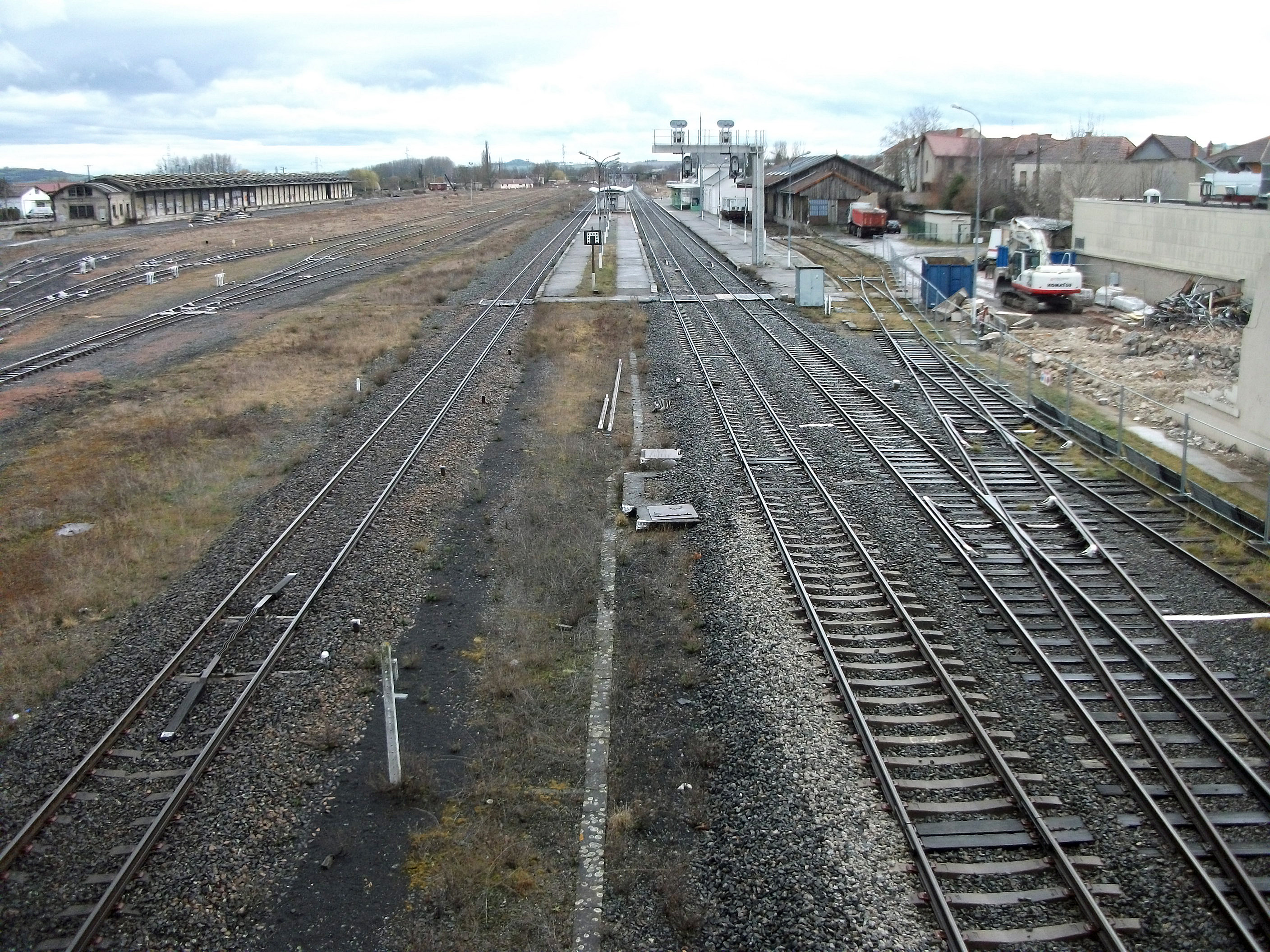
加纳火车站的股道

加纳位于圣日耳曼代福塞－尼姆铁路、科芒特里－加纳铁路和欧特里沃堡－加纳铁路的交汇处。加纳站位于市区东部，停靠往返于蒙吕松和克莱蒙费朗一线的区域列车。

### 航空
距离加纳最近的民用航空站为49公里外的克莱蒙费朗机场。

### 城市公共交通
截至2023年4月，加纳暂无城市公共交通系统。

## 政治

### 市政内阁
加纳的现任市长为韦罗妮克·普扎杜女士（Véronique POUZADOUX），她是一名右翼无党派人士，在2020年的市政选举中获得了53.20%的支持率。
| 加纳历届市长   | 加纳历届市长                        | 加纳历届市长                                   |
| 任期           | 市长                                | 党派                                           |
| -------------- | ----------------------------------- | ---------------------------------------------- |
| 1944年－1945年 | Yves MACHELON 伊夫·马什隆           | 不详                                           |
| 1945年－1965年 | Charles MAGNE 夏尔·马涅             | SFIO工人国际法国支部                           |
| 1965年－1976年 | Yves MACHELON 伊夫·马什隆           | MRP人民共和运动                                |
| 1976年－1983年 | François MICHALET 弗朗索瓦·米沙莱   | 不详                                           |
| 1983年－2014年 | Louis HUGUET 路易·于盖              | PS社会党                                       |
| 2014年－       | Véronique POUZADOUX 韦罗妮克·普扎杜 | DVD右翼无党派人士 →LR共和黨 →DVD右翼无党派人士 |

### 各级选举
| 加纳历届投票选举结果 | 加纳历届投票选举结果 | 加纳历届投票选举结果 | 加纳历届投票选举结果 | 加纳历届投票选举结果        | 加纳历届投票选举结果 | 加纳历届投票选举结果 | 加纳历届投票选举结果 | 加纳历届投票选举结果 | 加纳历届投票选举结果 |
| 选举项目             | 选举范围             | 选区单位             | 选区单位内的选举结果 | 选区单位内的选举结果        | 选区单位内的选举结果 | 选区单位内的选举结果 | 选区单位内的选举结果 | 选区单位内的选举结果 | 参考资料             |
| 选举项目             | 选举范围             | 选区单位             | 第一轮胜出者         | 第一轮胜出者                | 支持率               | 第二轮胜出者         | 第二轮胜出者         | 支持率               | 参考资料             |
| -------------------- | -------------------- | -------------------- | -------------------- | --------------------------- | -------------------- | -------------------- | -------------------- | -------------------- | -------------------- |
| 2017年法國總統選舉   | 法國                 | 市镇                 |                      | 玛丽娜·勒庞                 | 25.04%               |                      | 埃马纽埃尔·马克龙    | 61.22%               | [ 25 ]               |
| 2017年法国立法选举   | 阿列省第三选区       | 市镇                 |                      | 贝内迪克特·佩罗尔           | 34.03%               |                      | 贝内迪克特·佩罗尔    | 54.9%                | [ 25 ]               |
| 2019年欧洲议会选举   | 法國                 | 市镇                 |                      | 若尔当·巴尔代拉             | 25.44%               | （不适用）           | （不适用）           | （不适用）           | [ 27 ]               |
| 2021年法国省级选举   | 阿列省               | 县                   |                      | 安德烈·比多 韦洛妮克·普扎杜 | 63.07%               | （不适用）           | （不适用）           | （不适用）           | [ 28 ]               |
| 2021年法国省级选举   | 阿列省               | 市镇                 |                      | 安德烈·比多 韦洛妮克·普扎杜 | 58.13%               | （不适用）           | （不适用）           | （不适用）           | [ 28 ]               |
| 2021年法国大区选举   |                      | 市镇                 |                      | 洛朗·沃基耶                 | 53.5%                |                      | 洛朗·沃基耶          | 63.38%               | [ 29 ]               |
| 2022年法国总统选举   | 法國                 | 市镇                 |                      | 玛丽娜·勒庞                 | 27.31%               |                      | 埃马纽埃尔·马克龙    | 51.31%               | [ 25 ]               |
| 2022年法国立法选举   | 阿列省第三选区       | 市镇                 |                      | 埃尔萨·当费尔               | 26.08%               |                      | 尼古拉·雷            | 61.89%               | [ 25 ]               |

## 人口
2019年，加纳市镇人口数量为5,830，在法国排名第1,878位。其中男性2,741人，女性3,089人，75岁及以上人口占13.5%，外籍人口数量为105人，人口密度为158人/平方公里，当地居民被称为（男性）或（女性）。2020年，加纳境内出生41人，死亡人口108人。
| 加纳1901年－2020年人口变化情况 |
|                                |
| 数据来源：Cassini、INSEE       |

## 经济
加纳是一个区域性的中心城市。截止2023年4月，加纳市镇范围内共有各类用人单位（包含自雇）846家，平均历史为18年，其中98.51%为中小型企业（PME），2023年2月至4月间，当地的经济活力指数为0.12%。（远程销售）、（水产）及（金属门窗）是当地2021年营业额最高的三个企业，分别为29,399,355欧元、25,692,612欧元和22,812,061欧元。

## 财政与居民收入
2021年，加纳的财政收入总额为6,934,090欧元，财政支出总额为6,413,520欧元，当年的债务总额为6,157,270欧元。2021年，加纳市镇通过增值税获得424,460欧元的收入，此外当地还共获得了680,210欧元的国家直接财政补助。
2020年，加纳的人均月收入总额为1,961欧元，其中高级职员为3,579欧元，低于法国平均水平（4,230欧元）；中级职员为2,232欧元，低于法国平均水平（2,411欧元）；普通职员为1,634欧元，亦低于法国平均水平（1,740欧元）。
2019年，加纳境内的贫困率为16%，青壮年（15至64岁）失业率为15.2%；当地41.4%的家庭拥有纳税资格，平均纳税2,037欧元，低于法国平均水平（3,910欧元）。

## 社会事务

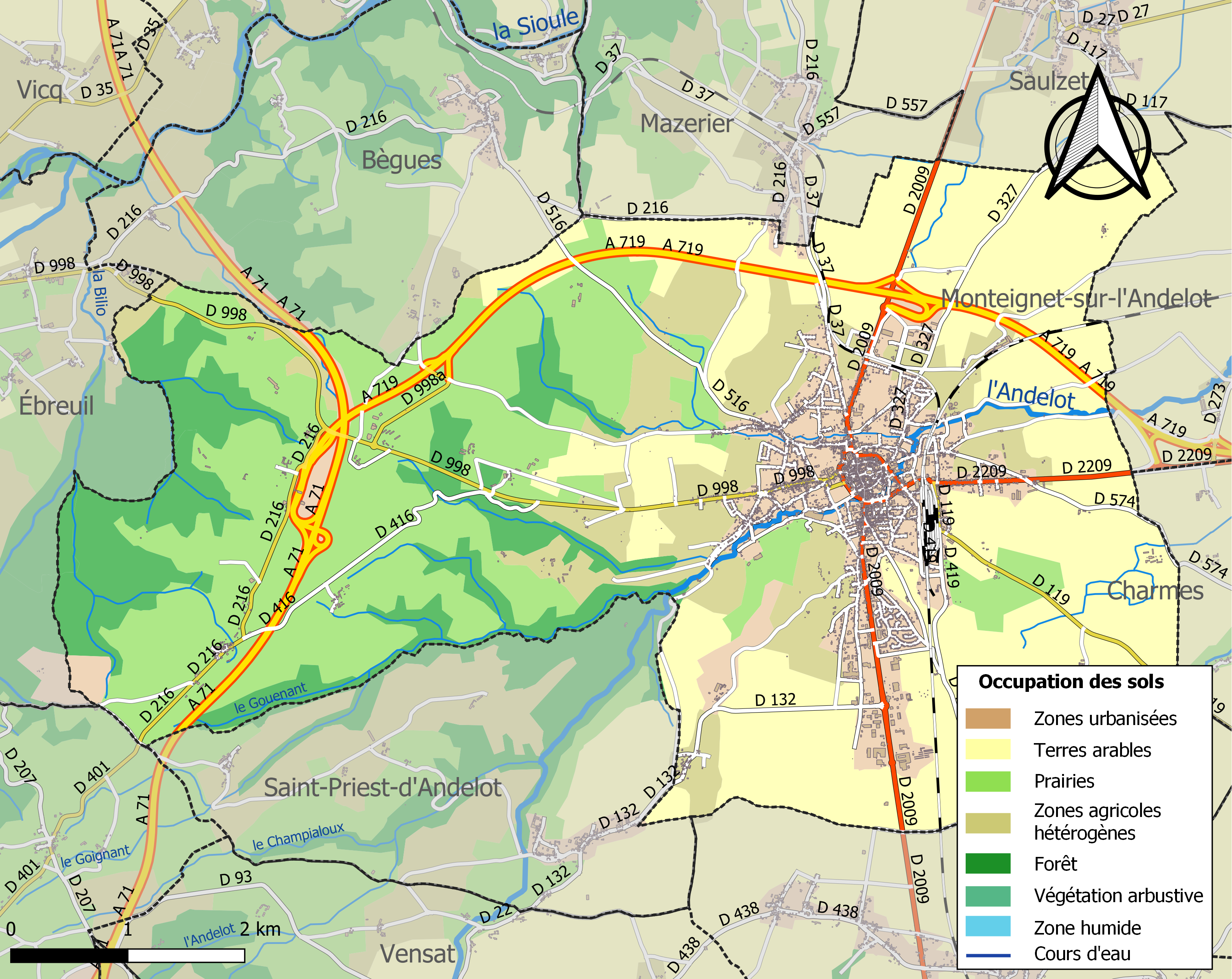
加纳土地利用情况地图

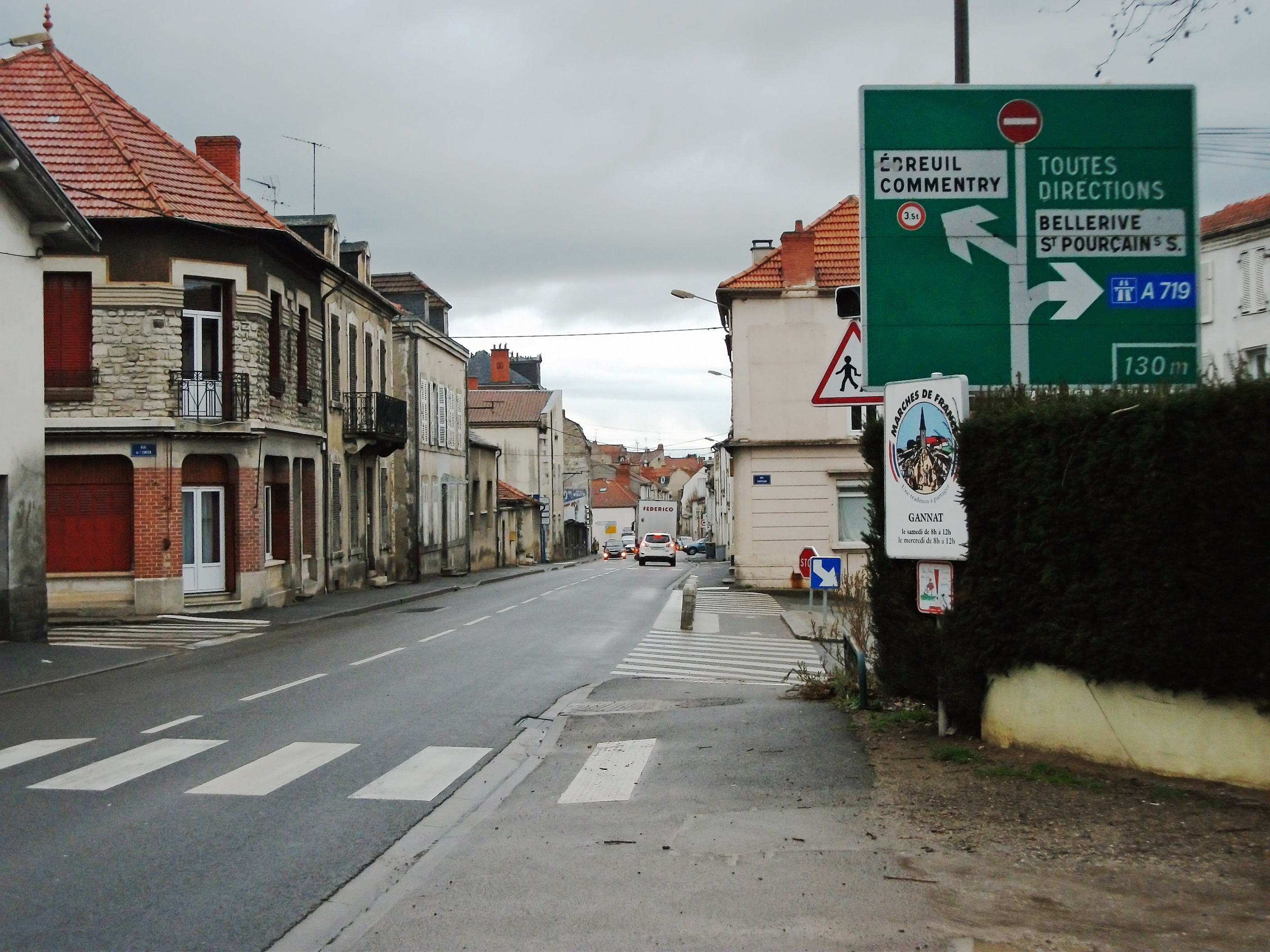
卡皮桑大街

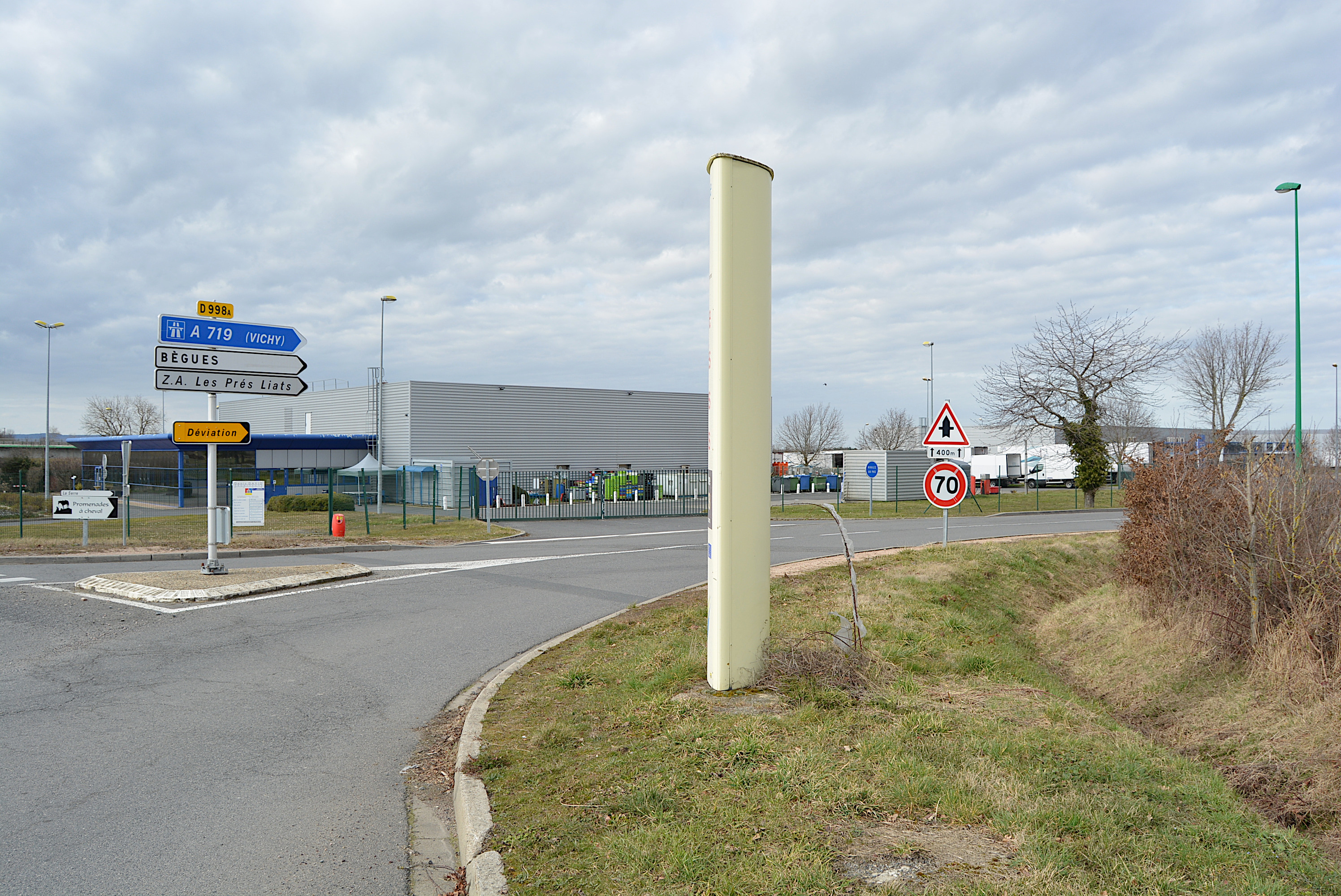
加纳近郊的开发区

### 教育
加纳属于克莱蒙费朗学区。截止2021年1月1日，加纳境内共有3所幼儿园、4所小学、2所初级中学、1所普通高中和1所职业高中。2021至2022学年度，加纳境内共有在校中等教育阶段学生846名。

### 医疗
截止2021年1月1日，加纳境内共有全科医生8名、保健师11名、牙医6名、护士13名、耳科医生0名、眼科医生0名、皮肤科医生0名、助产士1名、儿科医生0名和妇科医生0名。境内共有药房4家、养老院1家、残疾人帮扶中心0家。
距离加纳最近的区域性医疗机构为维希中心医院（Centre Hospitalier de Vichy），其主病区位于维希市区，距离加纳大约22公里，该院设有床位283个，是当地规模最大的公立综合性医院。

### 住房
2019年，加纳境内共有各类住房3,258套，其中75.9%为独立式居民区，23.7%为集中式居民区。常住房屋占加纳市镇范围内居民建筑总量的83.1%。
在住房保障政策方面，2021年，加纳境内共有655户家庭获得了住房经济补助，受益人数占总人口数量的11.2%，其中627份为房租补助。

### 商业
2021年，加纳境内共有各类实体商铺133家，其中餐厅16家、大型超市9家、杂货店1家、面包房8家、肉铺5家、书店1家、银行门店4家、美容美发店11家、汽车维修店10家。市区东部建有欧尚购物商场。

### 体育
2021年，加纳境内共有1家游泳池、2间体育馆、1座综合体育场、4处网球场、1处马术场、2处足球或橄榄球场以及1处篮球或排球场。
截至2023年4月，加纳体育俱乐部（Sporting Club Gannatois，编号508733）是加纳境内唯一的一家注册足球俱乐部，该足球队成立于1931年，其主队2022至2023赛季参加阿列省足球联赛甲组（法国第九级别），其主场为莫里斯·尼德球场（Stade Maurice Nud）。

### 环境
加纳的环境事务由其所属的圣普尔桑-锡乌勒-利马涅市镇公共社区联合各级政府协调负责。2021年，加纳境内共有1家污染企业。

### 治安
2021年，加纳市镇范围内有1处宪兵队。
加纳及其附近的共141个市镇是维希国家宪兵队（zone gendarmerie de Vichy）的管辖范围。2020年，该宪兵队累计记录各类案件2,455起，其中盗窃类案件1,180起，经济类案件394起，毒品交易类案件79起。

## 文化
2021年，加纳境内共有1家电影院和1家博物馆。加纳市政府提供多媒体中心，每周二至六向公众开放。

### 建筑
加纳境内有多处历史建筑，其中圣十字教堂、圣艾蒂安教堂等为法国国家文物保护单位。

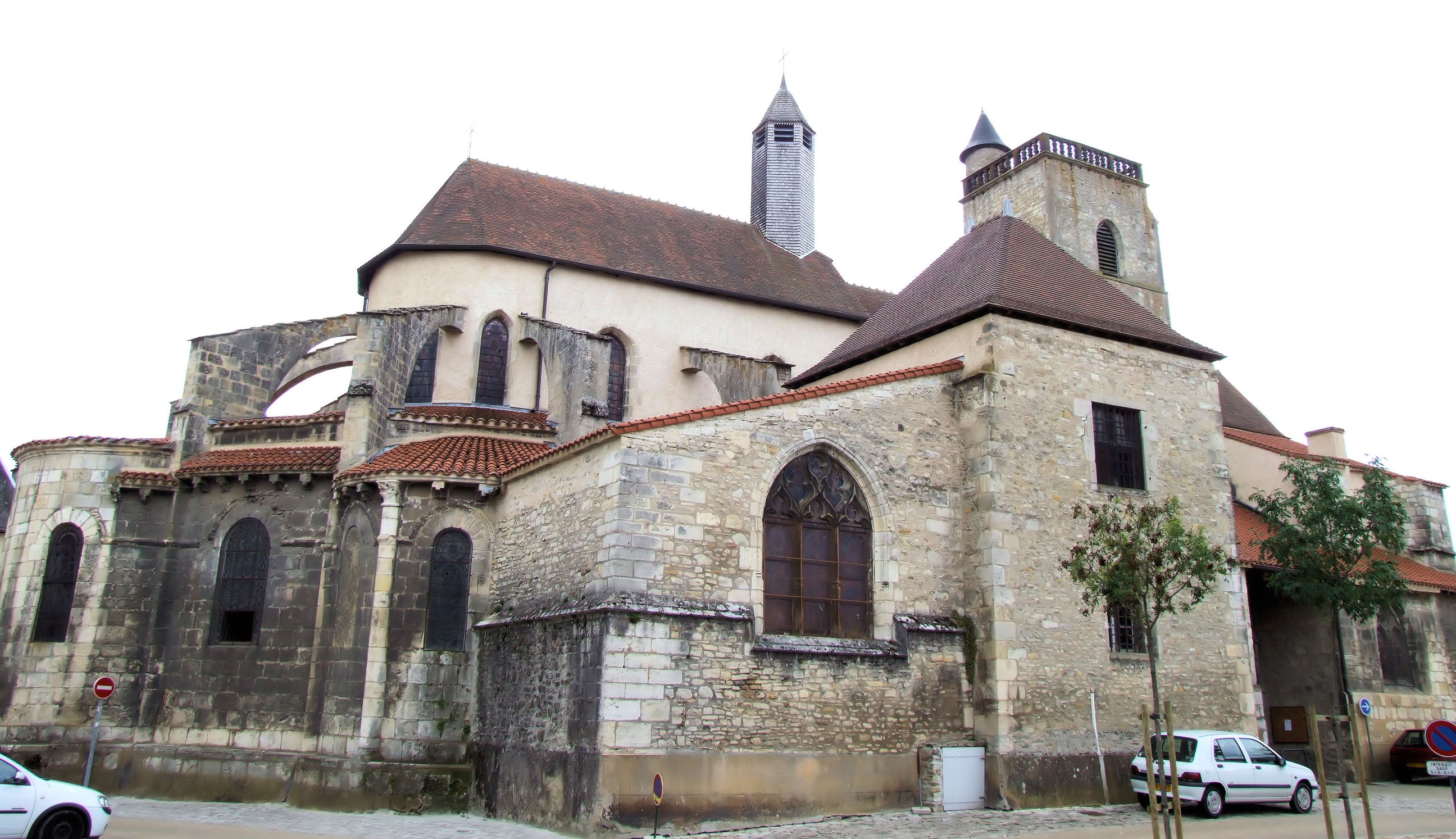
圣十字教堂（法语：Église Sainte-Croix de Gannat）
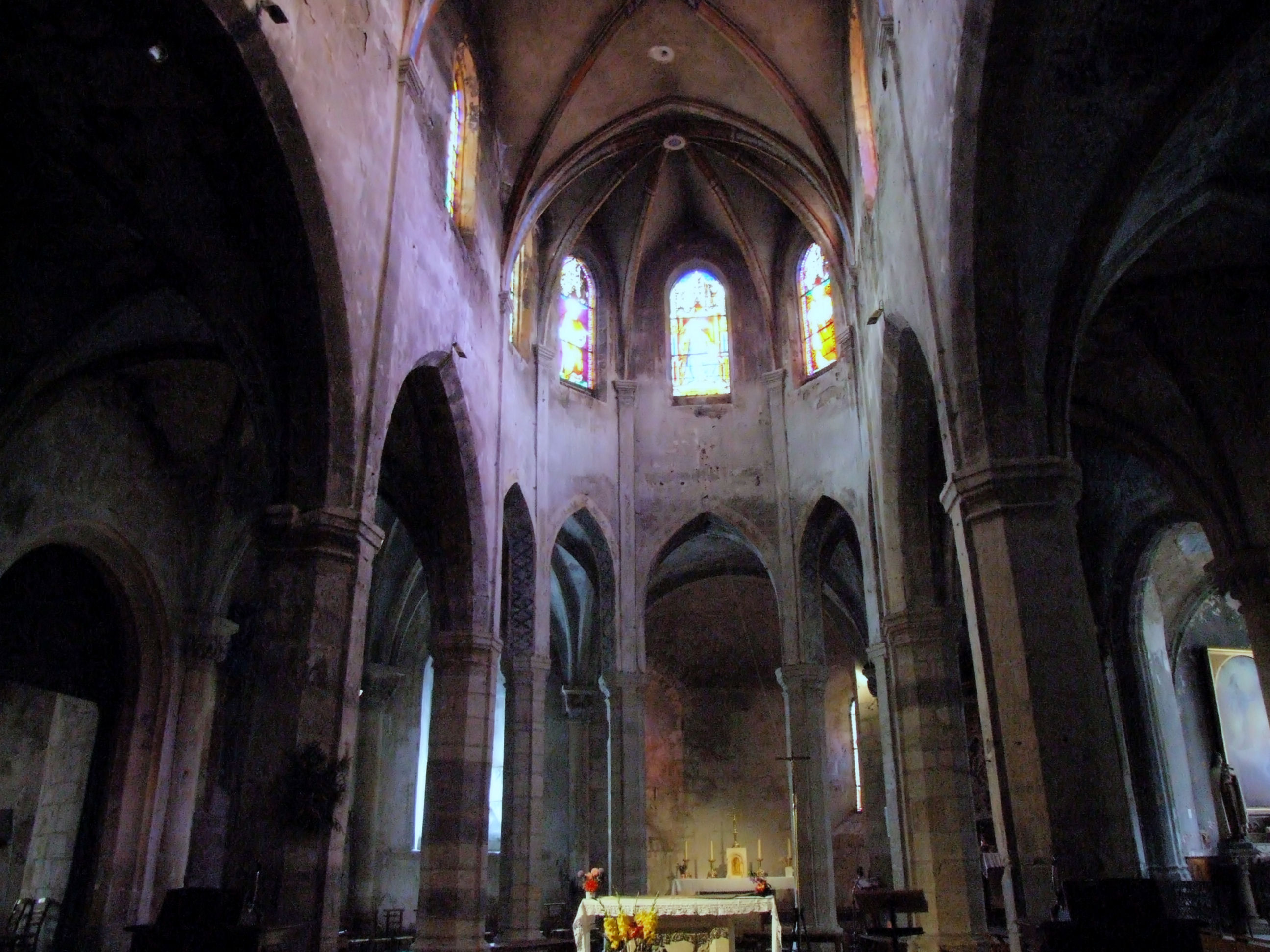
教堂大厅
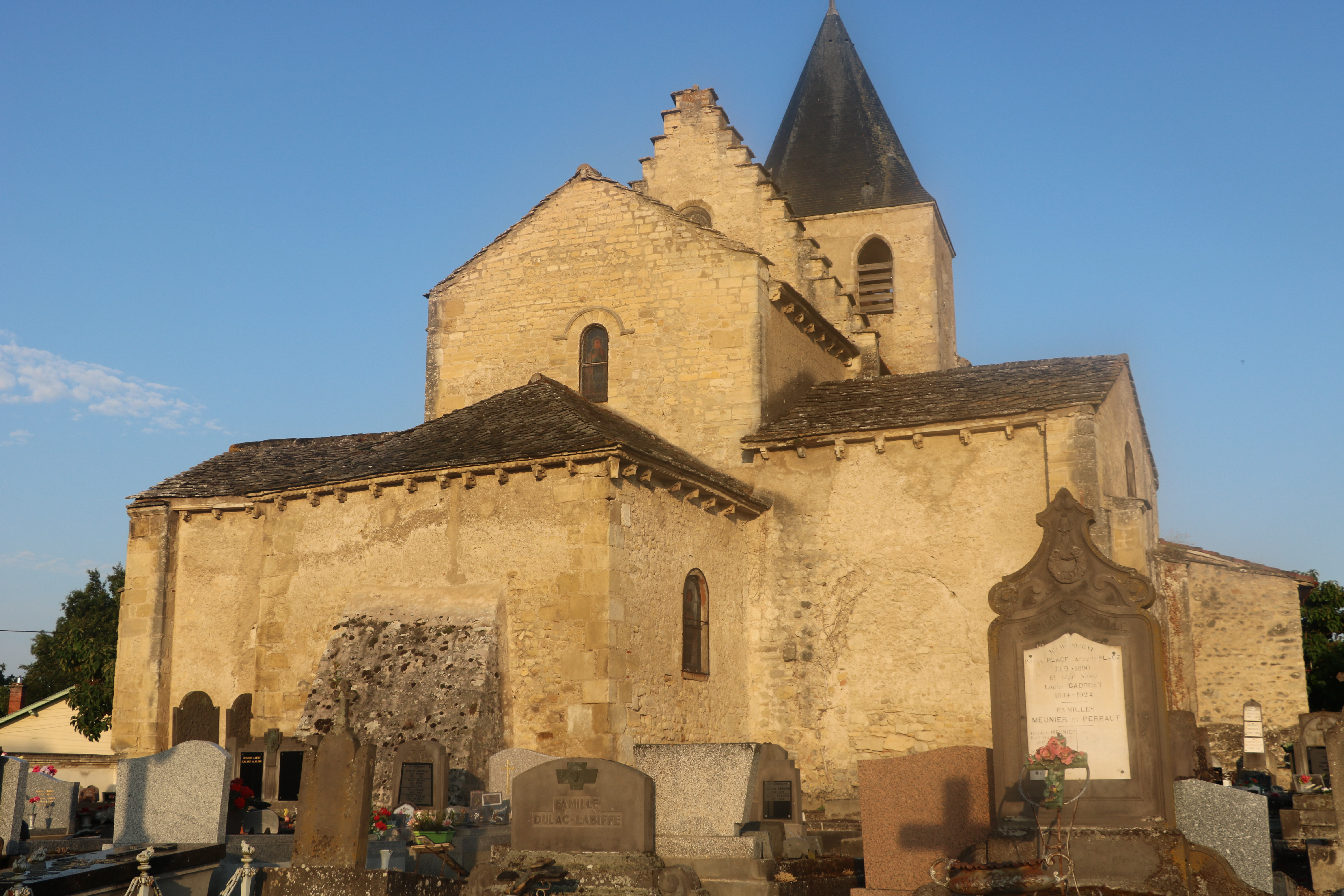
圣艾蒂安教堂（法语：Église Saint-Étienne de Gannat）
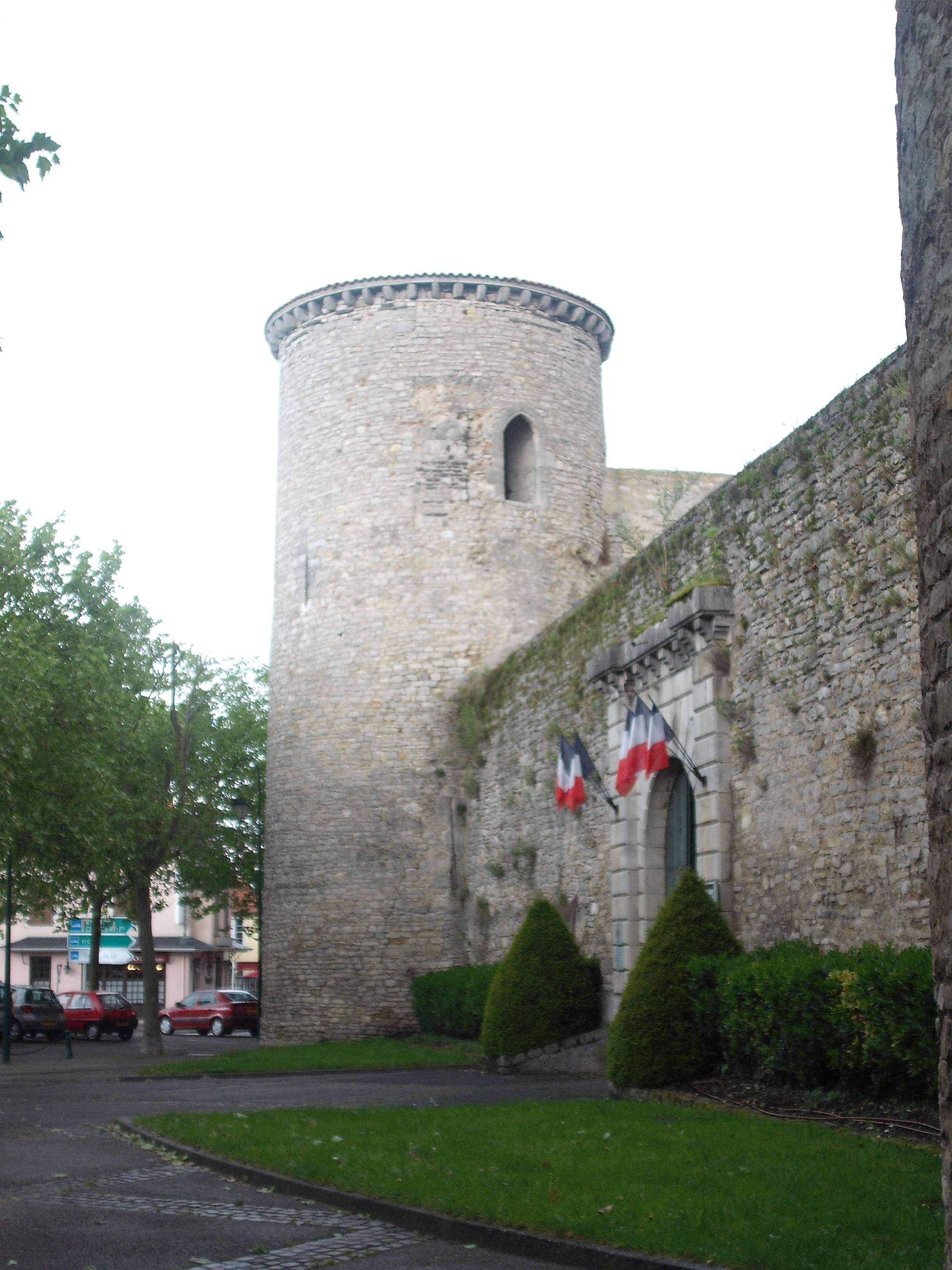
加纳城堡（法语：Château de Gannat）碉楼
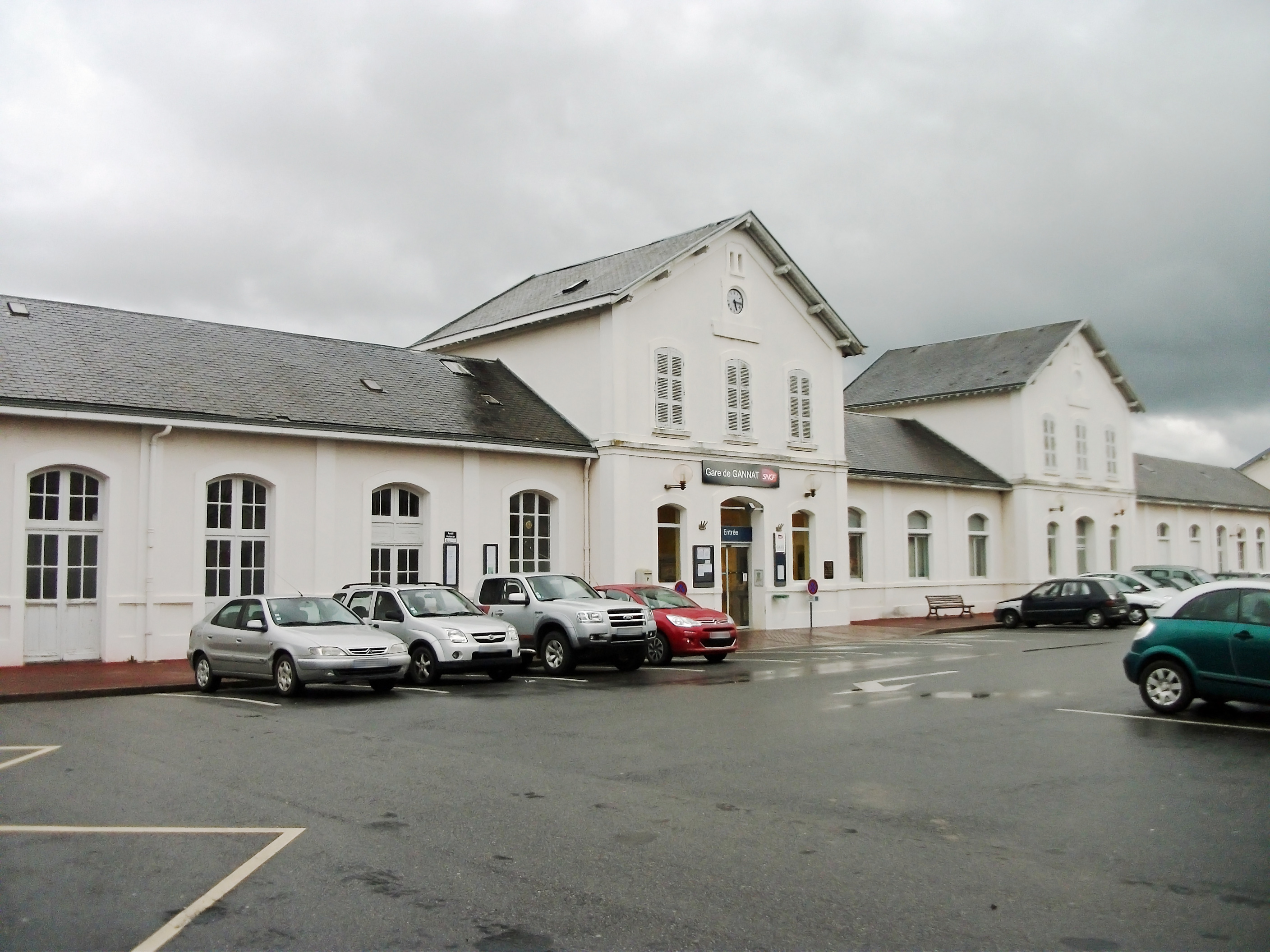
加纳火车站的主站房
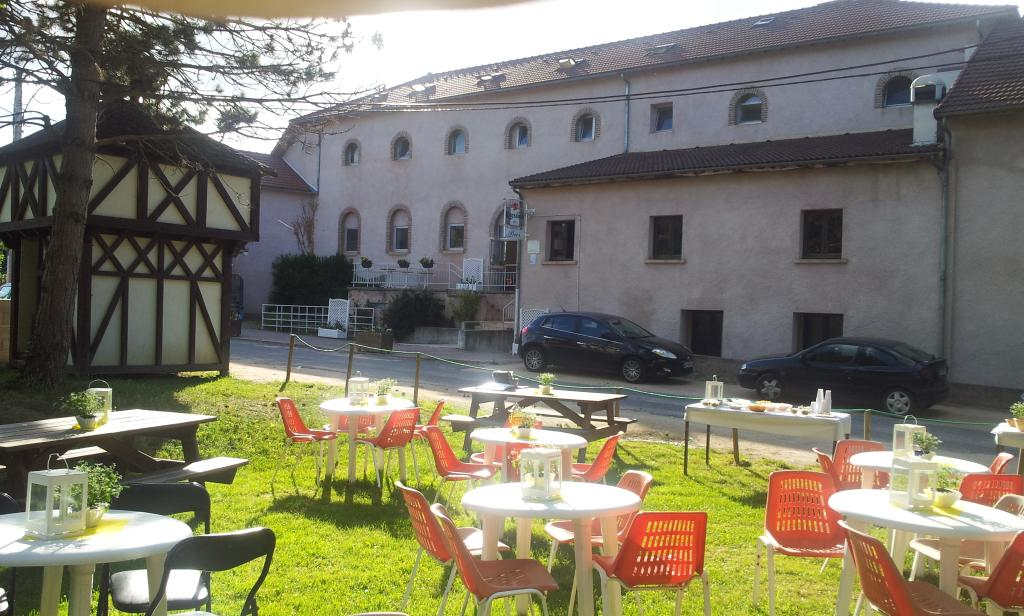
民俗文化宫

### 旅游
加纳的旅游事务由其所属的圣普尔桑-锡乌勒-利马涅市镇公共社区负责。2022年，加纳境内共有1个露营地，可容纳共75辆露营车。

### 媒体
法国主要的媒体均可在加纳接收，法国电视三台下属的奥弗涅-罗讷-阿尔卑斯大区频道在部分时段播出加纳所在阿列省的地方新闻。《山地报》、蓝色法兰西奥弗涅地区广播、震动广播、Scoop广播等是当地主要的地方性媒体。

## 相关人物
法国足球运动员居伊·于盖、电影演员桑德琳·波奈兒出生于加纳。

## 友好城市
截至2023年4月，加纳暂未建立任何友好城市关系。